# Выселка
Вы́селка (укр. Виселка, до 2016 г. — Петро́вское, до 1927 г. — Кузьми́нская Вы́селка) — село, входит в Кагарлыкский район Киевской области Украины.

## География
Село Выселка расположено в 3 км восточнее центра сельского совета — села Великие Прицки. Занимает площадь 0,561 км².

## История
С XIX века известно под названием Кузьминская выселка. Название Петровское носило с 1927 по 2016 г.

## Население
Население по переписи 2001 года составляло 39 человек.

## Местный совет
Село Выселка относится к Великоприцковскому сельскому совету.
Адрес местного совета: 09236, Киевская обл., Кагарлыкский р-н, с. Великие Прицки, ул. Центральная, 35; тел. 7-07-80.